# Брэдбери, Рэй
Рэй Ду́глас Брэ́дбери (англ. Ray Douglas Bradbury; 22 августа 1920, Уокиган, США — 5 июня 2012, Лос-Анджелес) — американский писатель, известный по антиутопии «451 градус по Фаренгейту», циклу рассказов «Марсианские хроники» и частично автобиографическому роману «Вино из одуванчиков».
Брэдбери создал более восьмисот литературных произведений, в том числе несколько романов и повестей, сотни рассказов, десятки пьес, ряд статей, заметок и стихотворений. Его истории легли в основу ряда экранизаций, театральных постановок и музыкальных сочинений.
Брэдбери традиционно считается классиком научной фантастики, хотя значительная часть его творчества тяготеет к жанру фэнтези, притчи или сказки.
Пьесы Брэдбери были хорошо приняты публикой, но его стихотворения не пользовались большим успехом. Главное достижение Брэдбери заключается в том, что он сумел пробудить у читателей интерес к жанрам научной фантастики и фэнтези, которые до него были на периферии современной культуры.

## Биография

### Детство и юность
Рэй Брэдбери родился 22 августа 1920 года в городе Уокиган, штат Иллинойс. Второе имя — Дуглас — он получил в честь знаменитого актёра того времени Дугласа Фэрбенкса.
Отец писателя, Леонард Сполдинг Брэдбери (1891—1957), был потомком англичан-первопоселенцев, которые пересекли Атлантику и обосновались в Северной Америке в 1630 году. Мать Брэдбери, Мари Эстер Моберг (1888—1966), была шведкой.
Будущие супруги познакомились в Уокигане, расположенном на берегу озера Мичиган, к северу от Чикаго. Одним из интересов родителей Брэдбери было активно развивающееся в то время киноискусство.
У Брэдбери было два старших брата-близнеца, родившихся в 1916 году: Леонард и Сэм, но Сэм умер в возрасте двух лет. Сестра Элизабет, появившаяся на свет в 1926 году, также умерла в детском возрасте от воспаления лёгких, в том же году ушёл из жизни дед писателя. Такое раннее знакомство со смертью нашло отражение во многих будущих литературных работах.

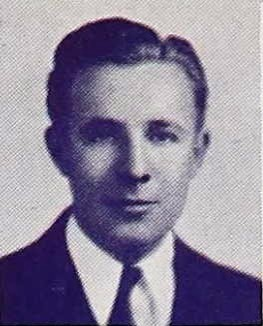
Юный Брэдбери в 1938 году, снимок из школьного выпускного альбома

В семье Брэдбери существовала легенда, что на знаменитом «Салемском процессе» 1692 года была сожжена прабабка писателя Мэри Брэдбери. Этот факт достоверно не подтверждён, но сам Рэй верил в него.
Во время Великой депрессии в 1934 году семья Брэдбери переехала в Лос-Анджелес, приняв приглашение родственника семьи, позднее ставшего прототипом дядюшки Эйнара и носящего то же имя. Там Рэй в 1938 году окончил среднюю школу. Три последующих года своей жизни юноша провёл, продавая газеты на улицах Лос-Анджелеса. Из-за затруднённого материального положения семьи денег на высшее образование не было, и Брэдбери так и не смог поступить в колледж. Но отсутствие дальнейшего образования не сильно помешало ему в жизни, о чём писатель упомянул в своей статье «Как вместо колледжа я закончил библиотеку, или Мысли подростка, побывавшего на луне в 1932-м».

Когда мне было 19 лет, я не мог поступить в колледж: я был из бедной семьи. Денег у нас не было, так что я ходил в библиотеку. Три дня в неделю я читал книги. В 27 лет вместо университета я окончил библиотеку.
— Рэй Брэдбери
Брэдбери впервые попробовал себя в литературе в двенадцать лет, когда написал продолжение к «Великому воину Марса» Э. Берроуза. Писатель упомянул в одном из интервью, что из-за бедности в то время просто не мог позволить купить себе книгу и тогда сам решил вообразить, что может быть дальше. Брэдбери признавал влияние Берроуза на своё творчество: в частности, «Марсианские хроники» Брэдбери не были бы написаны, не прочти он Берроуза.
К двадцати годам Рэй твёрдо решил стать писателем. Первая его публикация — это стихотворение «Памяти Вилла Роджерса», которое было опубликовано в уокиганской газете в 1936 году. В других своих ранних работах Брэдбери имитировал стиль викторианской прозы Эдгара По, пока Генри Каттнер, которому он показывал свои тексты, не посоветовал ему пересмотреть приоритеты в творчестве.

### Писательская деятельность

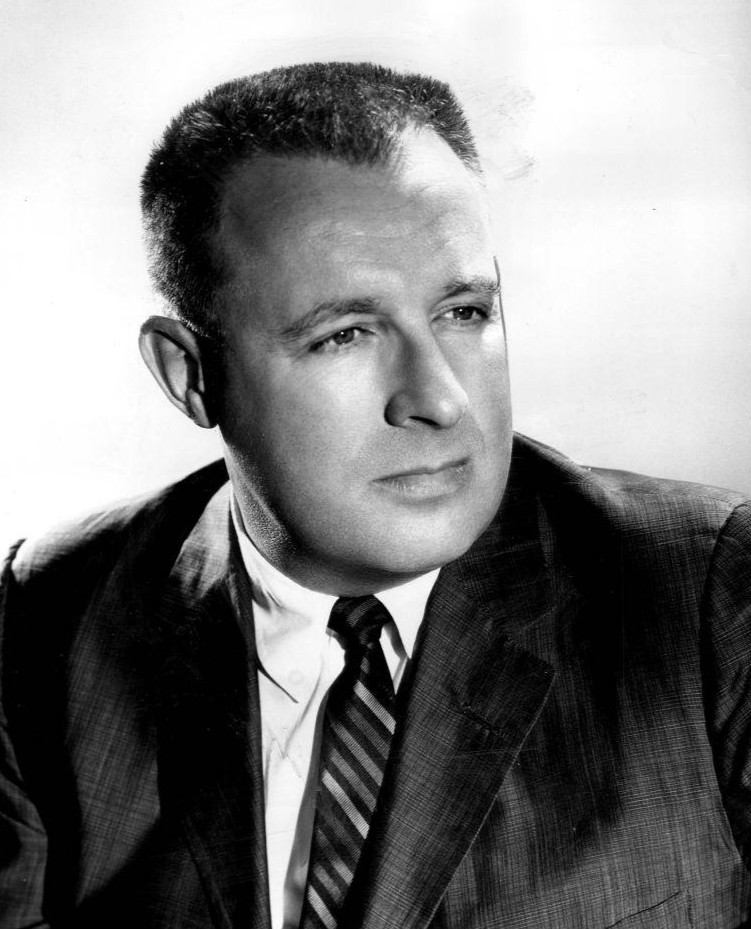
Рэй Брэдбери в 1959 году

В 1937 году Брэдбери вступил в лос-анджелесскую «Лигу научных фантастов», которая была одним из многих объединений молодых писателей, активно возникавших в возрождающейся после Великой депрессии Америке. Рассказы Брэдбери начали публиковаться в дешёвых журналах, печатавших множество фантастической прозы, часто недостаточно качественной.
В то время Брэдбери много работал, постепенно оттачивая литературное мастерство и формируя индивидуальный стиль. В 1939—1940 годах он издавал мимеографический журнал «Футуриа фантазия», в котором впервые стал размышлять о будущем и его опасностях. Всего за два года вышло четыре номера этого журнала. К 1942 году Брэдбери окончательно перестал продавать газеты и полностью перешёл на литературный заработок, создавая до 52 рассказов в год. Тогда Брэдбери также активно следил за развитием науки и техники, посетил Всемирную выставку в Чикаго и Всемирную выставку в Нью-Йорке (1939).
В 1946 году в книжном магазине Лос-Анджелеса Брэдбери встретил работавшую там Маргарет Маклюр (Мэгги, англ. Marguerite McClure, 16 января 1922 — 24 ноября 2003), ставшую впоследствии любовью всей его жизни. 27 сентября 1947 года Мэгги и Рэй заключили брак, который продлился до смерти Маклюр в 2003 году. В 1949 году родилась его первая дочь Сьюзен, затем родились Рамона, Беттина и Александра. К Маклюр обращено посвящение автора в романе «Марсианские хроники»: «Моей жене Маргарет с искренней любовью».
В течение первых нескольких лет Мэгги много работала, чтобы Рэй имел возможность заниматься творчеством. Писательская деятельность в то время не приносила ему особых доходов; общий месячный доход семьи составлял около 250 долларов, из которых половину зарабатывала Маргарет.
Брэдбери продолжал писать рассказы, лучшие из которых вскоре были опубликованы в первом сборнике, названном «Тёмный карнавал». Издание, однако, было встречено публикой без особого интереса. Спустя три года появился сборник «марсианских» рассказов, составивший роман «Марсианские хроники», который стал первым настоящим коммерчески успешным литературным творением Брэдбери. Писатель потом признавался, что считает «Хроники» своей лучшей книгой. Когда Рэй вёз этот сборник в Нью-Йорк к литературному агенту Дону Конгдону, у него не было денег даже на поезд: пришлось ехать автобусом, а с Конгдоном он связывался исключительно по телефону бензоколонки, находившейся напротив его дома. Но уже во вторую поездку в Нью-Йорк Брэдбери встретили поклонники его творчества: во время остановки в Чикаго они хотели получить автограф к первому изданию «Марсианских хроник».

### Писательский успех
Всемирная слава пришла к Брэдбери после издания романа «451 градус по Фаренгейту» (англ. Fahrenheit 451) в 1953 году. Роман впервые был опубликован в недавно появившемся журнале Playboy. В романе Брэдбери показал тоталитарное общество, где любые книги подлежат сожжению. В 1966 году режиссёр Франсуа Трюффо экранизировал роман, выпустив полнометражный фильм «451 градус по Фаренгейту».
Кинематограф вообще играл важную роль в жизни писателя: им созданы множество сценариев к фильмам, самым известным из которых считается «Моби Дик». Также Брэдбери мог бы стать сценаристом знаменитой ленты Хичкока «Птицы», но был в то время занят сериалом «Альфред Хичкок представляет», поэтому не смог взять ещё один проект.
Рэй Брэдбери являлся автором и ведущим цикла телепередач из 65 мини-фильмов по мотивам его рассказов. Цикл назывался «Театр Рэя Брэдбери» и выходил с 1985 по 1992 год.
Писатель рассказывал о своей встрече с советским режиссёром Сергеем Бондарчуком, когда тот представлял фильм «Война и мир», ставший лауреатом «Оскара», — там было много разных известных режиссёров, и Бондарчук подходил и узнавал некоторых из них:

«О, мистер Форд, мне нравится ваш фильм». Он также узнал Грету Гарбо и кого-то еще. Я стоял в самом конце очереди и молча смотрел на это. Вдруг Бондарчук крикнул мне: «Рэй Брэдбери, это вы?» Он бросился ко мне, обнял меня, потащил меня внутрь, прихватил бутылку «Столичной» и посадил меня за свой стол, где сидели только его близкие друзья. Все знаменитые голливудские режиссёры, стоявшие в очереди, были озадачены. Они таращились на меня и спрашивали друг друга: «Кто этот Брэдбери?» И, ругаясь, они ушли, оставив меня с Бондарчуком…
Оригинальный текст (англ.)"Oh Mr Ford, I like your film." He recognized the director Gretta Garbo, and someone else. I was standing at the very end of the queue and silently watched this. Bondarchuk shouted to me; "Ray Bradbury, is that you?" He rushed up to me, embraced me, dragged me inside, grabbed a bottle of Stolichnaya, sat down at his table where his closest friends were sitting. All the famous Hollywood directors in the queue were bewildered. They stared at me and asked each other "who is this Bradbury?" And, swearing, they left, leaving me alone with Bondarchuk…
— Рэй Брэдбери
Став популярным писателем, Брэдбери продолжал активно писать, работая по несколько часов каждый день. В 1957 году вышла его книга «Вино из одуванчиков», к которой затем он создал продолжение под названием «Лето, прощай!». Однако редакторы отказались печатать продолжение, сославшись на «незрелость» текста: писатель выпустил вторую часть лишь в 2006 году, спустя полвека после первой.
Роман «Вино из одуванчиков», как и «Марсианские хроники», был составлен из отдельных рассказов, некоторые из которых ранее уже публиковались. Книга эта, однако, представляет собой более целостное произведение, чем «Хроники…». «Вино из одуванчиков» считается наиболее автобиографичным романом Брэдбери, причём авторские черты можно заметить сразу в двух героях — братьях Томе и Дугласе Сполдинг, живущих в городке Гринтаун, прототипом которого стал родной для Брэдбери Уокиган.
Некоторые читатели замечали сходство этой книги с другим произведением американской литературы — романом Андерсона Шервуда «Уайнсбург, Огайо» (англ. Winesburg, Ohio), который тоже делится на отдельные истории, объединённые действующими лицами, сюжет также развивается в хронологическом порядке. Но при этом протагонист Андерсона, Джордж Уиллард, взрослее братьев Тома и Дугласа у Брэдбери, и потому духовные переживания и мысли в книге Андерсона более «взрослые». Яркость и красочность детства и ощущение жизни — главные темы обоих произведений.
Следующий роман Брэдбери — «Надвигается беда», также известный как «Что-то страшное грядёт», вышел в 1962 году. По-английски название звучит как «Something wicked this way comes», что отсылает к «Макбету» Шекспира, к фразе из четвёртого акта, произнесённой ведьмой. Ведьма говорит о симпатии ко злу, которое ведьмы пробудили в Макбете; также и герой Брэдбери Чарльз Хэллуэй рассуждает о симпатии ко злу, всегда скрывающейся в сердцах, открытых для ещё большего зла, у людей, сдавшихся и променявших «что-то на ничего», превративших себя в абсурдных персонажей, питающихся болью и страхом других.

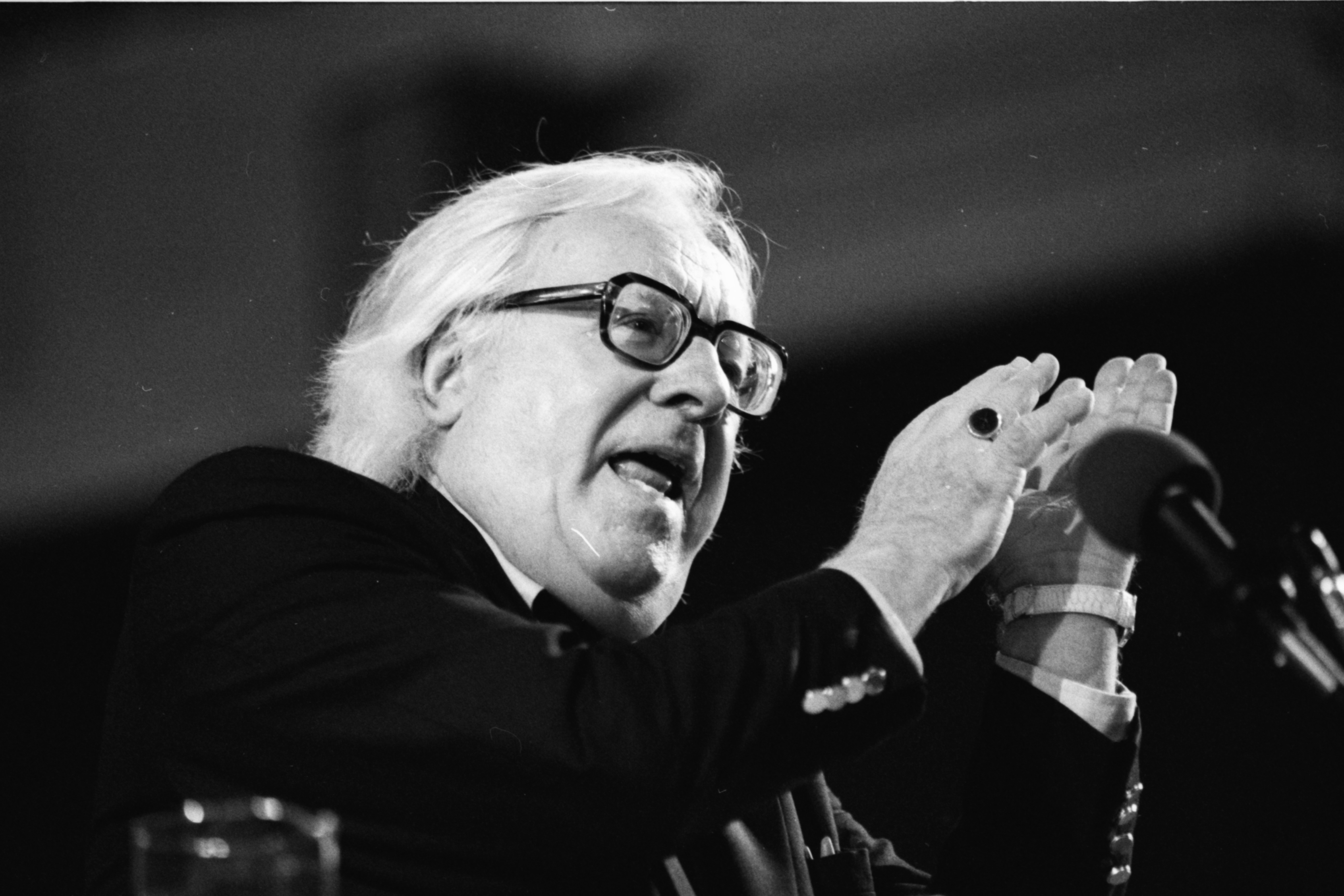
Брэдбери в 1990 году

После 1963 года Брэдбери продолжил публиковать новые рассказы, но также активно сконцентрировался на ином жанре — драме. Его первый сборник небольших пьес «The Anthem Sprinters and Other Antics» вышел в 1963 году и был посвящён Ирландии, где Брэдбери провёл шесть месяцев. Вскоре на телевидении вышло два шоу по пьесам Брэдбери: «Мир Рэя Брэдбери» (англ. The World of Ray Bradbury, 1964) и «Замечательный костюм цвета сливочного мороженого» (англ. The Wonderful Ice Cream Suit, 1965). Также в 1960-е годы писатель участвовал в создании фильма по истории Америки для Всемирной выставки 1964 года в Нью-Йорке. Его заинтересованность фантастикой и драматическим искусством продолжилась и в 1970-х годах, но в то время Брэдбери также увлёкся поэзией, выпустив три сборника своих стихотворений. В 1982 году все стихотворения были изданы в одном томе «The Complete Poems of Ray Bradbury». На протяжении этого периода жизни Брэдбери также создавал много литературных произведений, далёких от фантастики, печатался в различных по тематике журналах: от Life до Playboy.
Некоторые из своих ранних рассказов Брэдбери переиздал в 1984 году в специальном сборнике «Воспоминание убийства» (англ. A Memory of Murder), а позже опубликовал детективный роман «Смерть — дело одинокое» (англ. Death Is a Lonely Business, 1985). Также в то время на кабельном телевидении начал выходить сериал «Театр Рэя Брэдбери», в котором были экранизированы многие рассказы писателя. В этот период жизни Брэдбери получил множество наград в области литературы и искусства в целом (см. награды).
Рэя Брэдбери часто называют «мэтром фантастики», одним из лучших писателей-фантастов и основоположником многих традиций жанра. Однако сам он не относил себя к писателям-фантастам и не стеснял себя узкими рамками — в жанре фантастики написана лишь часть его произведений. Тем не менее, помимо множества общелитературных премий, Брэдбери является обладателем нескольких наград в области фантастики: «Небьюла» (1988), «Хьюго» (1954).

### Последние годы жизни и смерть
Будучи уже довольно пожилым человеком, каждое утро Брэдбери начинал с работы над рукописью очередного рассказа или повести, веря в то, что ещё одно новое произведение продлит ему жизнь.
Книги выходили почти каждый год. Последний крупный роман увидел свет в 2006 году, ещё до выхода получив высокий покупательский спрос. Последний рассказ писателя, «Пёс в красной бандане», был написан и напечатан летом 2010 года.

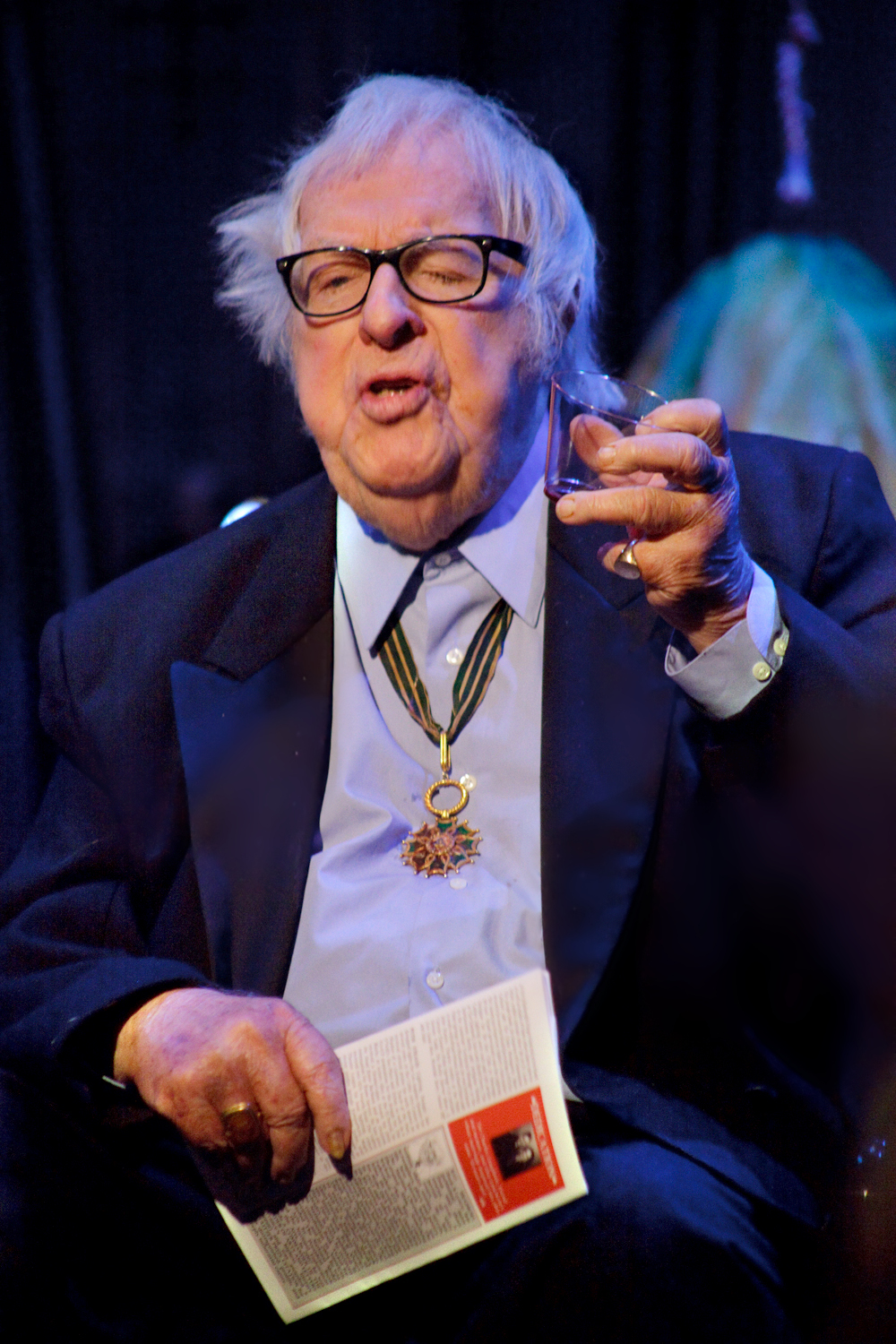
Брэдбери в 2009 году

В 79 лет Брэдбери перенёс инсульт, после чего все последние годы жизни был прикован к инвалидному креслу. По воспоминаниям Родиона Нахапетова, «Наблюдая Брэдбери, прикованного к постели после инсульта, я видел, как его дух благотворно влияет на всех, кто находился рядом. Он являл собой пример того, как человек, физически слабый, почти неподвижный, поддерживал и заряжал нас своим оптимизмом».
Писатель сохранял присутствие духа и чувство юмора. В интервью российской газете «Аргументы и факты» на вопрос про своё девяностолетие Брэдбери ответил так:

Знаете, а девяносто лет — это вовсе не так круто, как я думал раньше. И дело не в том, что я езжу по дому в кресле-каталке, застревая на поворотах… Сотня просто звучит солиднее. Представьте себе заголовки во всех газетах мира — «Брэдбери исполнилось сто лет!». Мне сразу выдадут какую-нибудь премию: просто за то, что я ещё не умер.
— Рэй Брэдбери
В том же интервью Брэдбери задали вопрос о том, почему не сбылись многие его прогнозы, — в частности, о поселениях землян на Марсе к началу третьего тысячелетия. Писатель ответил достаточно резко: «Потому что люди — идиоты». После Брэдбери привёл в пример некоторые современные вещи, которые он считает бесполезными и глупыми: костюмы для собак, должность рекламного менеджера и «штуки вроде айфона». Писатель сказал, что если бы люди больше развивали науку, осваивали космическое пространство, то трудно предсказать, каким бы был наш мир сейчас. Но современное общество, по мнению Брэдбери, «хочет заниматься потреблением — пить пиво и смотреть сериалы».
Брэдбери скончался после продолжительной болезни 5 июня 2012 года в Лос-Анджелесе в возрасте 91 года. Многие американские издания поместили на своих страницах некрологи. The New York Times назвала Брэдбери «писателем, сумевшим превратить современную научную фантастику в литературный мейнстрим».
На протяжении всей жизни Брэдбери демонстрировал интерес к науке и говорил о слабых сторонах человечества, которые способны привести его к грани самоуничтожения. Эти элементы являются отличительными чертами фантастики Брэдбери, которая оказала значительное влияние на литературу, особенно наиболее известные «451 градус по Фаренгейту» и «Марсианские хроники». Своими живыми, волнующими воображение рассказами, написанными свежим, поэтическим стилем, Брэдбери сумел популяризировать жанр научной фантастики, сделав возможным его своеобразное возрождение.
The New Yorker писал, что Брэдбери был одним из самых читаемых в Советском Союзе американских писателей, наравне с Эрнестом Хемингуэем, Айзеком Азимовым и Джеромом Сэлинджером.

## Анализ и особенности творчества
Свой творческий путь Брэдбери начинал с копирования стилей других писателей, например, его первый сборник «Тёмный карнавал» похож по стилю на рассказы Эдгара По. Однако затем писатель сформировал индивидуальный стиль.
В большинстве крупных произведений Брэдбери затрагивается основной конфликт человеческого существования: между «да» самоутверждения в творчестве и «нет» самоотчуждения в механической закостенелости. Эта тема поднимается и в романе «451 градус по Фаренгейту», где показано общество потребления, лишённое всякой возможности задумываться о жизни, начисто утратившее способность к творчеству как таковому. Но всё же писатель сохраняет оптимистичный настрой, завершая роман нотой надежды: прозревшие одиночки учитывают ошибки человечества, вспоминают все ценности, которые дают людям спасение и гарантируют будущим поколениям спокойствие и мир.
Оптимизм Брэдбери заметен и в других его работах: писатель видел огромный простор, открытый для творчества и созидания, и простор этот — космос. Писатель считал, что новый мир других планет и звёздных систем поможет сохранить многообразие и свободу человека.
Ядро человеческой личности, по мнению Брэдбери, составляет воля к труду. А труд, в свою очередь, отождествляется с любовью: например, своё эссе «Дзен и искусство писательства» (1973) автор заканчивает просто: «Труд есть любовь!» Прославление жизни, труда и любви, а также некая особая целостность превращает произведения Брэдбери в «абсолютный реализм».
Первый человек, вышедший в открытый космос, Алексей Леонов, так говорил о творчестве Брэдбери в предисловии к одному из сборников:

Брэдбери очень много пишет об огромном и сложном, требующем бережного отношения в мире ребёнка. Ведь каждый человек с присущим только ему характером — это тоже своего рода «космос». Грусть мальчика, расстающегося со своим отцом, покидающим Землю, доброта подростка, встретившегося с неведомым существом из океана и протестующего против жестоко прагматичного к нему отношения, страсть к путешествию, к неведомому… — всё это находит отражение на страницах книги Брэдбери. Писатель говорит: «В наше время радость существования заключается в том, чтобы помогать подросткам отыскивать пути к новым рубежам…»
— А. Леонов
Литературный критик Дэвид Моген (англ. David Mogen) охарактеризовал центральный мотив творчества Брэдбери как «счастливое поглощение жизненного опыта». Во всех известных произведениях писателя радость жизни играет решающую роль. Моген также заметил, что видна она и в биографии самого Брэдбери: в его разнообразии выбора жанров и форм произведений, многообразии публикаций. Такой вывод нетрудно сделать, даже просто взглянув на названия книг, некоторые из которых навеяны детскими впечатлениями или поэтами-мечтателями, вроде Уолта Уитмена или Уильяма Батлера Йейтса.
Моген говорит о надежде на человечество в литературе Брэдбери, надежде, что люди смогут в будущем «духовно возродиться и открыть себе путь к новым и ещё неизведанным рубежам». Тем не менее присутствует в творчестве Брэдбери и «тёмная сторона», когда писатель либо просто «пугает» читателя («Октябрьская страна», 1955 год), либо обрисовывает пугающие миры будущего (главный пример — «451 градус по Фаренгейту»). В романе «Вино из одуванчиков» такой особенности нет, Гринтаун там — сказочный и солнечный городок. Брэдбери прекрасно понимает, что человечество способно творить зло, но он также не исключает возможность некой трансценденции его в будущем; эти мысли развивали многие представители американского романтизма: Уолт Уитмен, Ральф Уолдо Эмерсон и др., которые считали, что человечество способно однажды стать богоподобным. О современном состоянии человечества сам Брэдбери говорил отрицательно, считая, что людям нужно уделять меньше внимания разрушительным технологиям, способным однажды уничтожить наш мир.
В повести «Канун всех святых» (англ. The Halloween Tree, 1972), своеобразной сказке для детей, Моген выделил обозначенную проблему, назвав её «паралич воображения перед страхом смерти». По мнению Могена, такая проблема присутствует и в других произведениях Брэдбери, в том числе и в «451 градус по Фаренгейту». Таким образом автор пытался помочь каждому читателю сохранить своё воображение под гнётом внешних факторов. Когда люди так или иначе сталкиваются с угрозой собственной жизни, становятся жертвами террора, их желанием часто становится получение бессмысленной власти и установление распорядка для других.
Как говорит Моген, в ряде работ Брэдбери это введение нового строя является попыткой отключения воображения, обладая которым, люди смогут как-то повлиять на этот строй, создать угрозу нынешней власти. Роман «451 градус по Фаренгейту» даёт яркую картину общества, боящегося смерти, но пытающегося внешне казаться счастливым, в котором у людей много различных механизмов и устройств, но начисто отсутствует доступ к великим идеям и книгам, способным дать возможность мыслить самостоятельно. Когда общество верит, что у него получится каким-то образом избежать смерти, на самом деле оно всё больше приближается к ней в форме «военного холокоста». Две следующие книги «Вино из одуванчиков» и «Надвигается беда» тоже, по мнению Могена, показывают индивидуальные лица смерти, а также искушение поддаться силам зла, в надежде этой смерти избежать.
Тем не менее работы Брэдбери наполнены оптимизмом и верой в человечество. В его произведениях хорошо показаны проблемы, которые людям нужно преодолеть, чтобы двигаться в светлое будущее, и этим они и ценны для читателей.

### Оценка творчества
О жанровой принадлежности своих книг Брэдбери говорил:
Прежде всего, я не пишу научной фантастики. У меня есть только одна книга в жанре научной фантастики, и это «451 градус по Фаренгейту», роман, основанный на реальности. Научная фантастика — описание реального. Фэнтези — описание нереального. Так что «Марсианские хроники» — это не научная фантастика, это фэнтези. Этого не может случиться, понимаете? Вот почему у этой книги будет долгая жизнь — ведь это греческий миф, а мифы обладают властью оставаться надолго.
Оригинальный текст (англ.)
First of all, I don't write science fiction. I've only done one science fiction book and that's Fahrenheit 451, based on reality. Science fiction is a depiction of the real. Fantasy is a depiction of the unreal. So Martian Chronicles is not science fiction, it's fantasy. It couldn't happen, you see? That's the reason it's going to be around a long time — because it's a Greek myth, and myths have staying power.

Писатель и публицист А. А. Кабаков назвал Брэдбери «одним из тех редчайших писателей, которых можно буквально пересчитать в одном десятке, которые создавали фразу навсегда». Кабаков особенно выделил рассказ «И грянул гром», романы «451 градус по Фаренгейту» и «Марсианские хроники»; он также предположил, что в 1970-е годы Брэдбери был одним из самых популярных писателей в мире. Рэй Брэдбери, по мнению Кабакова, — классик.
Писатель, поэт и драматург В. Н. Войнович особенно лестно отозвался о романе «Марсианские хроники», назвав его сборником «выдающихся сочинений». Войнович также охарактеризовал Брэдбери как «загадочного писателя», похвалив его умение описывать межпланетные перелёты, притом что сам Брэдбери «опасался передвигаться даже в автомобиле». Войнович в том числе говорил об особом, философском смысле в фантастической прозе писателя.
Джерард Джонас — американский писатель и критик, автор шести документальных книг, более тысячи статей о научной фантастике и науке — в некрологе для газеты The New York Times поставил Брэдбери в один ряд с такими фантастами двадцатого века, как Айзек Азимов, Артур Чарльз Кларк, Роберт Энсон Хайнлайн и Станислав Лем. Брэдбери, по мнению Джонаса, был первым автором, взглянувшим на технологию и современную науку как на «мешок, в котором перемешаны блага и пороки». Критик также сказал, что книги Брэдбери продолжают активно читать и теперь, через полвека после их написания, и что некоторые произведения писателя даже включены в школьную программу США. Джонас предположил, что самой любимой темой для Брэдбери является будущее и связанные с ним опасения и надежды.
Репортёр Хейли Цукаяма (англ. Hayley Tsukayama) в статье «Фантазии Рэя Брэдбери: десять предсказаний, которые сбылись» для издания The Washington Post привела множество примеров различных устройств настоящего времени, появление которых было «предсказано» в романе «451 градус по Фаренгейту». В частности, «Ракушки» напоминают современные гарнитуры для мобильных телефонов, телевизорная стена — плазменные телевизоры, а механические банковские роботы — простые банкоматы. Идея видеонаблюдения также присутствует в романе; Брэдбери хотел предупредить читателей, что таким наблюдением можно злоупотреблять.
Что касается книг, никакой особой литературной цензуры в настоящее время нет, но всё более активно используются электронные книги. Брэдбери к ним относился отрицательно и даже какое-то время запрещал издавать роман «451 градус по Фаренгейту» в электронном виде.
Журналист канадской National Post Крис Найт (англ. Chris Knight) также положительно охарактеризовал творчество Брэдбери. Найт отметил, что в таких произведениях, как «Огненные шары» и «Человек» (англ. The Man), есть некая смесь науки и христианстваи писатель старается выделить в этих сферах общие черты. Также Найт сказал о книгах Брэдбери, что они будут находиться всегда как бы «между прошлым и будущим», но тем не менее оставаться «безвременными». По мнению Найта, творческое наследие Брэдбери не забудут через десятки и даже сотни лет, оно по-прежнему будет одновременно вдохновлять и пугать людей, как любая хорошая литература.

### Оценка личности
Лично встречавшийся с Брэдбери в 1980 году профессор МГУ, декан факультета журналистики Я. Н. Засурский написал о нём: «Брэдбери — фантаст, мастер гротеска, сказочник, бытописатель… Но вчитайтесь, и вы увидите, как зыбки здесь границы между фантастикой и реализмом (взять хотя бы рассказы „Выпить сразу: против безумия толп“ или „Запах сарсапарели“)… Брэдбери отличается от своих коллег большой определённостью суждений и высоко ценит воспитательную миссию искусства. В частности, он считает, что в наше время научная фантастика помогает детям понять не только значение науки и техники для человека, но и смысл жизни, человеческого существования… Приблизить современного человека к жизни, от которой его отгораживают в США телевидение, школа, общество, — в этом видит Брэдбери свою миссию художника».
Своими ориентирами в литературе Брэдбери считал Герберта Уэллса, Эдгара По, Берроуза и Жюля Верна, а также Бернарда Шоу. Из современников ему нравился Курт Воннегут.
Брэдбери не водил машину (для жителя Лос-Анджелеса это очень странно), потому что в детстве видел две кошмарные автомобильные аварии. Это нашло отражение в рассказе «Толпа». В рассказе «Электрическое тело пою!» Брэдбери называет автомобиль «самым страшным в истории человечества растлителем душ».
Он также боялся летать самолётом.

## Произведения
Брэдбери написал одиннадцать романов, наибольшую популярность из которых получили ранние работы: «Марсианские хроники» (1950), «451 градус по Фаренгейту» (1953) и «Вино из одуванчиков» (1957). Также писатель создал 21 пьесу и 28 сценариев для кинофильмов.
Больше всего писатель создал литературных произведений в жанре рассказа. Сейчас известно около 400 его рассказов, многие из них выходили в сборниках, число которых также значительно — сорок семь изданий. Некоторые сборники представляли собой компиляции, зачастую в них печатались уже вышедшие ранее рассказы и только один-два новых. К числу самых известных произведений относятся «Будет ласковый дождь» (1950), «Завтра конец света» (1951), «И грянул гром» (1952), «Всё лето в один день» (1954) и другие. Несколько рассказов послужили основой для более крупных произведений, как, например, рассказ «Пожарный», который предвосхитил роман «451 градус по Фаренгейту». Некоторые рассказы образуют циклы по тематике или по героям, кочующим из одного произведения в другое.
На русский язык прозу Брэдбери переводили В. Т. Бабенко, Нора Галь, Л. Л. Жданов, Д. А. Жуков, Б. Г. Клюева, Р. Е. Облонская, Е. С. Петрова, М. А. Пчелинцев, Т. Н. Шинкарь, Ростислав Рыбкин, Арам Оганян.

## Награды, премии и поощрения

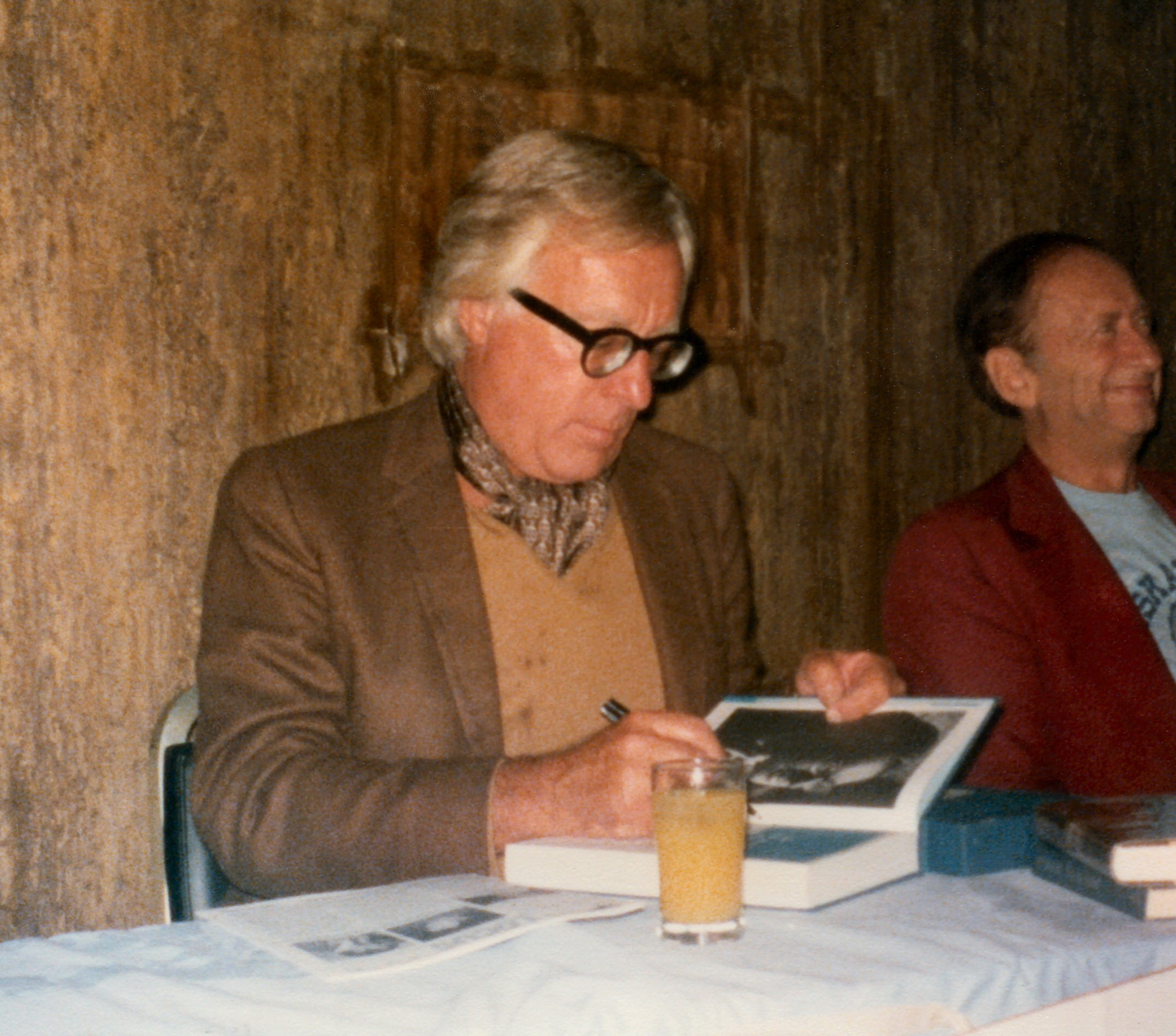
Рэй Брэдбери в 1977 году

- Брэдбери является обладателем премий «Небьюла», «Хьюго», О’Генри, «Балрог», Брэма Стокера, Энн Радклифф, Бенджамина Франклина, Американской академии, премии «Гэндальф»[7].
- В 1984 году стал лауреатом премии «Прометей» в номинации «Зал Славы» за роман «451 градус по Фаренгейту».
- В 1988 году Брэдбери был удостоен титула «Гранд-мастер», а в следующем году получил премию Брэма Стокера «за достижения всей жизни»[7].
- В 2000 году он был награждён медалью фонда Национальной книжной премии за выдающийся вклад в американскую литературу[7].
- В 2004 году удостоен Национальной медали США в области искусств[69].
- В 2007 году Рэй Брэдбери стал лауреатом особого упоминания Пулитцеровской премии[70], присуждённой ему с формулировкой: «Особое упоминание за его выдающуюся, плодотворную и глубоко повлиявшую на литературу карьеру непревзойденного автора научной фантастики и фэнтези»[70].
- Рэй Дуглас Брэдбери — почётный доктор литературы колледжа Уиттьер (штат Калифорния)[7] и почётный доктор Университета Вудбери[англ.].
- 11 ноября 2000 года в честь Рэя Брэдбери астероиду, открытому 24 февраля 1992 года в Китт-Пике в рамках проекта Spacewatch, присвоено наименование (9766) Bradbury[71].
- На конференции Лаборатории реактивного движения NASA, прошедшей 22 августа 2012 года, было принято решение присвоить месту посадки марсохода MSL Curiosity название Bradbury Landing в честь Рэя Брэдбери, которому в этот день исполнилось бы 92 года. «Он первым представил возможность существования жизни на Марсе», — заявил директор научной программы MSL Майкл Майер (англ. Michael Meyer)[72].
- В честь Рэя Брэдбери назван кратер Bradbury на Марсе (название утверждено Международным астрономическим союзом 15 октября 2015 года)[73].
- Рэй Брэдбери удостоен звезды 6644 на Голливудской аллее славы[74].
- В 2019 году, в день рождения писателя, в его родном городе был открыт памятник Рэю Брэдбери. Скульптура, названная «Фантастический путешественник», имеет высоту около 3,5 метра, выполнена из нержавеющей стали и изображает Брэдбери с книгой в руке, оседлавшего ракету[75].

## Экранизации и постановки
Ряд произведений Рэя Брэдбери был экранизирован.
- В 1966 году французским режиссёром Франсуа Трюффо был снят фильм «451 градус по Фаренгейту» по мотивам одноимённого романа[76].
- Несколько произведений Брэдбери было экранизировано в серии телеспектаклей «Этот фантастический мир», выпускавшейся с 1979 по 1990 год.
- В 1983 году студия Уолта Диснея (режиссёр Джек Клейтон) экранизировала роман «Что-то страшное грядет» (Something Wicked This Way Comes), причём сценарий написал сам Брэдбери[77]. Фильм «Именно так зло и приходит» дважды получил кинопремию «Сатурн» в 1984 году: за лучший сценарий и как лучший фильм в жанре фэнтези (кроме того, получил пять номинаций)[77].
- В 1985 году Альгимантас Пуйпа в СССР на Литовской киностудии снял фильм «Электронная бабушка».
- В период с 1985 по 1992 годы был снят, а затем и показан телесериал «Театр Рэя Брэдбери», в котором были экранизированы многие рассказы писателя[78]. Всего было отснято 65 мини-фильмов и выпущено 6 сезонов[78]. Сам Брэдбери выступил в роли продюсера и одного из сценаристов, также участвовал в процессе съёмок и подборе актёров. Кроме того, автор появлялся в начале каждой серии, представляясь и иногда участвуя в сценках, предваряя рассказ.
- В 1984 году — мультфильм «Будет ласковый дождь» по мотивам одноимённого постапокалиптического рассказа Рэя Брэдбери, снятый на студии «Узбекфильм» режиссёром Назимом Туляходжаевым[79].
- В 1987 году Назим Туляходжаев снял фильм «Вельд», в основу которого легли сразу нескольких рассказов: «Вельд», «Вино из одуванчиков», «Пешеход», «Дракон», «Корпорация марионетки»[80]. Сюжет фильма, однако, сильно отличался от авторского оригинала[81].
- В 1989 году режиссёр Владимир Самсонов снял мультипликационный фильм «Здесь могут водиться тигры» по одноимённому рассказу Рэя Брэдбери[82].
- В 1990 году режиссёрами Александром Хваном и Мариной Цурцумия по мотивам двух рассказов Брэдбери был снят киноальманах «Доминус», состоящий из двух частей: «Хозяин» (по рассказу «Коса») и «Чёртово колесо» (по одноимённому рассказу).
- В 1993 году был снят мультфильм «Праздничное дерево» по повести «Канун всех святых»[83].
- В 1997 году Игорем Апасяном был снят четырёхсерийный фильм «Вино из одуванчиков» по мотивам одноимённой повести[84].
- В 2001 году Роман Пучков создал мультфильм «The Neon Life» (Неоновая жизнь) по мотивам романа «Марсианские хроники» (новелла «Мёртвый сезон»)[85].
- В 2005 году на экраны вышел фильм «И грянул гром», снятый режиссёром Питером Хайамсом на основе одноимённого рассказа Рэя Брэдбери[86].
- В 2015 году по мотивам произведения «Урочный час» был снят телесериал «Шёпот».
- В 2018 году режиссёр Рамин Бахрани снял фильм «451 градус по Фаренгейту».
- В 2019 году режиссёр Семён Спесивцев поставил спектакль «451 градус по Фаренгейту» на сцене Московского молодёжного театра под руководством Вячеслава Спесивцева[87].
- В 2023 году режиссёр Кирилл Ковбас поставил спектакль «Призраки Марса» на малой сцене Московского драматического театра имени Н. В. Гоголя: «Примерно 60% Брэдбери, остальное — сочинение авторов спектакля»[88][89].

### Музыкальные произведения
- В 1972 году Элтон Джон и Берни Топин написали песню «The Rocket Man» по мотивам рассказа «Космонавт»[90].
- В 1989 году советская прогрессив-рок-группа «Горизонт» в своём альбоме «Портрет мальчика» поместила композицию «Фрагмент балета 451 градус по Фаренгейту — Соло Гая»[91].
- В 1993 году Георги Минчев написал балет «451 градус по Фаренгейту» по одноимённому роману писателя.
- В 1993 году на песню Виктора Чайки «Мона Лиза» был снят клип, основанный на сюжете рассказа «Улыбка»[92].
- В 2004 году российская метал-группа Арда записала дебютный альбом «О скитаниях вечных и о земле», названный в честь одноимённого рассказа Рэя Брэдбери[91].
- В 2011 году группой «Ария» была записана песня «Симфония огня» по мотивам романа «451 градус по Фаренгейту»[91].
- Песня «Вино из одуванчиков» группы Blackmore’s Night из альбома Ghost of a Rose (2003 год)[91].
- Датская прогрессив-металлическая группа Royal Hunt в 2001 году записала альбом The Mission, концепция которого основана на «Марсианских хрониках» Рэя Брэдбери[91][93].
- В марте 2012 года канадский продюсер электронной музыки Джоэль Циммерман, известный под псевдонимом Deadmau5, записал композицию «The Veldt» совместно с Крисом Джеймсом, который создал текст песни, основанный на рассказе Брэдбери «Вельд». Позже был выпущен видеоклип[94] с характерной тематикой и сюжетом. Композиция попала в топ-50 лучших песен 2012 года по версии журнала Rolling Stone[95].
- В 2015 году российская пауэр-метал-группа Arida Vortex выпустила альбом «The Illustrated Man», целиком основанный на произведениях Рэя Брэдбери[96].